# چن تونگژو
چن تونگژو (انگلیسی: Chen Tongzhou؛ زادهٔ ۱۶ اکتبر ۱۹۷۹) بوکسور اهل چین بود.